# Слісаренко Ігор Юрійович
І́гор Ю́рійович Слісаре́нко (нар. 12 квітня 1966 — пом. 20 грудня 2013) — український журналіст і телеведучий. Кандидат політичних наук, викладач кафедри міжнародної журналістики Інституту журналістики Київського національного університету імені Тараса Шевченка (з 1996).

## Біографія
Народився 12 квітня 1966 у місті Щорс Чернігівської області; українець; батько Слісаренко Юрій Миколайович (1940) — підприємець; мати Слісаренко (Нагорна) Валентина Михайлівна (1946) — пенсіонерка.
У 1973–1983 роках навчався в київській середній школі № 137, що на Русанівці. Рано почав журналістську діяльність — його оповідання, нариси, статті постійно публікувалися у дитячій, а згодом і у дорослій періодиці.
Освіту здобув на факультеті журналістики Київського університету імені Тараса Шевченка (1983–1990) і у Лондонській школі економіки і політичних наук (1995–1996). Кандидатська дисертація: «Політологічний аналіз та прогноз у висвітленні міжнародної тематики засобами масової інформації»; магістр мас-медіа і комунікацій (1996): «Мас-медіа в умовах зародкової демократії приклад України (англ.)».
У 1990–1995 — редактор, ведучий програм, завідувач редакції програм для молоді на Українському телебаченні. З 1996 — заступник головного редактора ТСН студії «1+1». Вів ряд інформаційних програм на «5-му каналі». Працював телеведучим, висвітлюючи міжнародну тематику. Ігор Слісаренко востаннє з'являвся на екрані в ефірі «5 каналу». Однак в 2007 році Слісаренка скандально звільнили через матеріали про особисте життя дочок президента Віктора Ющенка.
З 2001 по 2005 рік обіймав пост віце-президента зі зв'язків з громадськістю Міжрегіональної академії управління персоналом. Член-кореспондент Міжнародної кадрової академії (1998). Володів англійською та польською мовами. Був радником колишнього омбудсмена Ніни Карпачової, доклав немало зусиль для визволення Юрія Луценка.
Помер 20 грудня 2013 року. Причини смерті не оголошені, на сайті тижневика «2000» зазначено, що Ігор Слісаренко «помер у колі друзів, коли на сцені виконував для них пісню».